# Affaires Luc Tangorre
« Tangorre » redirige ici. Pour l’article homophone, voir Tangor.
Les affaires Luc Tangorre sont des affaires criminelles françaises médiatisées pour lesquelles Luc Tangorre, né en 1959 à Saint-Étienne, est condamné une première fois en 1983 à quinze ans de réclusion criminelle pour dix agressions sexuelles et viols sur les dix-sept qui ont été commis dans la cité phocéenne à cette époque, il bénéficie d'un non-lieu pour six autres et est acquitté pour une dernière.
En 1982, un comité de soutien se constitue en faveur de Luc Tangorre, puis se mobilise pour obtenir la révision de son procès. Il compte des intellectuels et des personnalités politiques françaises, parmi lesquels l'écrivaine Marguerite Duras, l'historien Pierre Vidal-Naquet, Albin Chalandon, garde des Sceaux, et le parlementaire Dominique Baudis. Grâce à son action, Luc Tangorre est gracié partiellement, en 1987, par François Mitterrand, président de la République française. Cette grâce présidentielle, ainsi qu'une libération conditionnelle favorisée par le garde des Sceaux Albin Chalandon, entraînent sa sortie de prison.
Le viol de deux étudiantes américaines vaut à Tangorre une nouvelle incarcération en 1988. Quatre ans plus tard, la cour d'assises de Nîmes le condamne à dix-huit ans de réclusion criminelle avec circonstances atténuantes. Il n'a jamais reconnu les faits. Après cette deuxième condamnation, Pierre Vidal-Naquet présente ses excuses au nom du comité de soutien.
Luc Tangorre est placé en garde à vue en 2014 pour une agression sexuelle sur mineure de quinze ans au Grau-du-Roi. Deux autres mineures portent plainte pour des faits similaires, la première un mois après avoir reconnu sa photo sur un article de presse, la seconde onze mois après. Il est condamné pour ces faits en 2019, par le tribunal correctionnel de Nîmes, à trois ans et demi de prison ferme. Il ne fait pas appel de sa condamnation, tout en continuant à nier les faits qui lui sont reprochés.
En 2017, il est de nouveau placé en garde à vue puis incarcéré pour avoir été reconnu sur présentation de photos par une adolescente âgée de quatorze ans qui l'accuse de tentative de corruption de mineur. Toutefois deux autres témoins de cette tentative ne le reconnaissent pas. Dans cette affaire, il est relaxé par le tribunal judiciaire de Lyon en 2020.

## Première affaire

### Viols à Marseille
Le 1er avril 1981, Sylviane, une femme de 31 ans, rentre chez elle à 2 h dans le 8e arrondissement de Marseille ; elle ferme son véhicule, fait quelques pas en direction de son domicile lorsqu'elle aperçoit un homme étrange qui aussitôt la menace d’une arme et l'oblige à remonter dans le véhicule avec lui. Sous la menace de ce qui se révèle être un revolver factice, Sylviane prend sa voiture et se dirige dans les rues de Marseille avec son ravisseur puis s'arrête dans un chemin à la demande de ce dernier. Là, l'homme la viole puis l'oblige à le ramener à la hauteur d'une résidence où se trouve, paraît-il, son vélomoteur,.
Sylviane rentre chez elle et le lendemain, vient déposer plainte au commissariat de Marseille pour viol. Elle brosse un portrait-robot de son violeur (âgé de 20-25 ans, portant des tennis blanches et un blouson de couleur sombre) et apprend dans le même temps qu'elle n'est pas la seule à avoir déposé plainte : en effet, entre fin 1979 et avril 1981, neuf autres jeunes femmes sont venues porter plainte pour agression sexuelle ou pour viol (ces agressions étant commises dans les 8e et 9e arrondissements de Marseille). Le soir même, une autre agression a lieu à Marseille, puis une autre encore une semaine plus tard,.

### Arrestation de Luc Tangorre
Le 12 avril 1981, vers 23 h 30, une patrouille de gardiens de la paix de Marseille intercepte un homme correspondant au portrait robot brossé par Sylviane et au comportement qu'ils estiment suspect. Ils l'interpellent pour un contrôle d'identité : l'individu s'appelle Luc Tangorre, est âgé de 22 ans, est étudiant en sport, possède une 2CV et déclare attendre une connaissance. Les policiers le fouillent et trouvent sur lui un couteau de cuisine emballé. Ils l'emmènent immédiatement au commissariat, où il est interrogé. Il y passe la nuit et le lendemain matin Sylviane vient au poste de police pour l'identifier. Après avoir cru reconnaître un homme sur montage photo le 1er avril 1981, une douzaine de jours plus tard derrière une glace sans tain, parmi les principales personnes qu'on lui présente, Sylviane déclare à propos de Luc Tangorre : « L'individu correspond parfaitement, je le reconnais donc ».
Les autres femmes agressées viennent aussi au commissariat et certaines d'entre elles reconnaissent formellement Luc Tangorre tandis que d'autres hésitent ou ne le reconnaissent pas comme étant leur agresseur. Luc Tangorre nie tout en bloc et déclare que parmi la liste de suspects, il était le seul à être âgé entre 20 et 25 ans, qu'il était le seul à porter des tennis blanches et le seul à mesurer moins d'1,70 m. Pour lui, on a fabriqué un coupable.
Les policiers opèrent le lendemain une perquisition dans le studio de Luc Tangorre et y découvrent un revolver factice recelant une fine pellicule de terre séchée, un vélomoteur et un imperméable kaki auréolé de taches suspectes. Les policiers font analyser ces taches qui se révèlent être de la vaseline. Ils se rendent ensuite aux abords du monument aux morts du parking de Morgiou où le violeur a agressé Béatrice et Dominique en décembre 1980 et février 1981 pour prélever des échantillons de terre afin de les comparer à ceux retrouvés sur le jouet découvert chez Tangorre. Par ailleurs, une des victimes a déclaré que le violeur avait déposé son arme à terre avant de la violer et plusieurs victimes témoignent qu'il sortait de sa poche une petite boîte contenant de la vaseline.
Quelques semaines plus tard, les experts expliquent du premier échantillon prélevé qu'il constitue « un élément de présomption de grande importance » et du second qu'il diffère de l'échantillon de comparaison. Une polémique sur le choix du baryum s'instaurera dès lors que le plastique du jouet est précisément constitué lui-même de baryum, d'autant plus que les prélèvements ne s'effectueront pas sur les lieux du viol d'Aline. Par ailleurs, les taches sur le blouson de Tangorre s'avèrent avoir « les caractéristiques de la vaseline » et l'une des victimes avait déclaré que le violeur avait utilisé, pour la violer, « un corps gras extirpé d'une boite genre cosmétique » tout en précisant, après l'arrestation de Luc Tangorre, que « cela pouvait correspondre à de la vaseline ». À la suite des identifications de certaines des femmes agressées et aux éléments à charge retenus contre Luc Tangorre, celui-ci est écroué au centre pénitentiaire de Marseille. Quand les amis et la famille apprennent ce qui arrive à Luc, personne n'y croit : tout le monde le décrit comme quelqu'un de simple, gentil et attentionné; pour eux, il ne peut pas être un violeur. Le 13 mai 1982, Luc Tangorre entame une grève de la faim : un comité de soutien voit le jour le 24 mai de la même année. L'affaire devient si médiatisée que même des intellectuels se mettent à défendre Luc Tangorre, parmi lesquels l'historien Pierre Vidal-Naquet, les écrivains Gilles Perrault, Marguerite Duras et Françoise Sagan et les hommes politiques Robert Badinter, Albin Chalandon, Jean-Claude Gaudin ou Dominique Baudis,.

### Premier procès
Sur les dix-sept agressions reprochées à Luc Tangorre et commises entre le 6 décembre 1979 et le 10 avril 1981, six accusations font l'objet d'un non-lieu avant l'ouverture du procès.
Le 19 mai 1983, le procès de Luc Tangorre s'ouvre devant la cour d'assises des Bouches-du-Rhône, à Aix-en-Provence. Ce dernier ainsi que ses amis et sa famille croient avec fermeté à l'acquittement. La défense de l'accusé est assurée par Anne et Jean Dissler, François Chevallier et Paul Lombard. Cinq victimes, sur les onze faits retenus, témoigneront finalement devant la Cour d'assises. Leur témoignage pèse lourd. Luc Tangorre se défend en présentant des alibis peu corroborés ou émanant de son entourage : entre autres le soir de l'agression de Sylviane, il était hospitalisé. De même, il affirme qu'il était avec des amis le soir de plusieurs autres agressions.
Le verdict du procès de Luc Tangorre tombe le 24 mai 1983 : il est condamné, avec circonstances atténuantes, à quinze ans de réclusion criminelle pour six agressions sexuelles et quatre viols. Il est acquitté pour une agression sexuelle remontant à 1979. Lui ainsi que tout son entourage crient au scandale de l'erreur judiciaire. Une grande partie de la presse n'est pas convaincue non plus, un grand quotidien marseillais[Lequel ?] explique dans ses colonnes : « après que le verdict a été disséqué, revu et corrigé par la défense, on n'entrevoyait plus de vérité suffisante pour justifier une condamnation ».
Le 9 novembre 1983, son pourvoi en cassation est rejeté.

### Incarcération et grâce présidentielle
De décembre 1984 à février 1988, Luc Tangorre est incarcéré au centre de détention de Muret où il multiplie avec l'aide de ses parents les tentatives de révision de son procès. La demande de révision s'appuie sur une contre-expertise de la terre qui remet en cause les conclusions des premiers experts. Des rumeurs circulent : sa famille financerait cette contre-expertise et son frère aurait fait un témoignage tardif pour justifier les traces du produit qui « présente les caractéristiques de la vaseline » alors qu'un témoin avait largement expliqué l'origine des taches lipidiques observées sur l'imperméable dès le début de l'instruction. Ces contre-expertises annihilent les conclusions des premières au motif de « lourdes erreurs de méthodologie ». La requête est rejetée le 26 juillet 1984. Le 21 juillet 1987, après le rejet du pourvoi dans l'intérêt de la loi (le 9 octobre 1986), Luc Tangorre et sa famille obtiennent une grâce présidentielle de François Mitterrand, mais seulement partielle, qui réduit sa peine de quatre années. Cette grâce partielle fait suite aux actions du comité de soutien qui s'est constitué pour obtenir des actes d'instruction supplémentaires puis la révision de sa condamnation, faisant valoir que l'accusation ne repose que sur des reconnaissances (tapissages notamment) obtenues dans des conditions contestables et que ses différents alibis n'ont pas été pris en compte[réf. nécessaire].
Le 11 février 1988, après avoir purgé 82 mois de détention (presque sept ans), Luc Tangorre obtient d'Albin Chalandon une libération conditionnelle. Une cohorte de journalistes est présente à sa sortie de prison le 15 février, tendant leur micro : il fait une déclaration pour signifier la poursuite de son combat. Ensuite, il déménage pour habiter Lyon et ouvre un bureau de tabac.

## Récidive

### Viol de deux étudiantes américaines
Venues de Paris en stop sur la Côte d'Azur pour cette fin de semaine des 21 et 22 mai, Jennifer Mac Luney et Carol Ackermann, vingt et vingt et un ans, étudiantes américaines à Paris, se rendent à Marseille dans un premier temps puis, dans un second temps, à la plage des Sablettes à La Seyne-sur-Mer. Le 23 mai 1988, elles refont de l'auto-stop pour regagner la capitale où elles suivent des cours de perfectionnement de français dans un collège américain. Elles se postent à la sortie de Marseille où un conducteur en 4L, âgé d'une trentaine d'années, brun et sympathique, leur propose de les amener à Lyon. Peu avant Nîmes, l'individu prétend vouloir aller cueillir des cerises pour dévier de l’itinéraire annoncé et stopper sa 4L vert pomme dans une cerisaie isolée située à quelque trois kilomètres de Nîmes. Là, sous la menace d'une arme, il les viole longuement puis les sodomise en utilisant de l'huile de moteur pour se faciliter la tâche. Il les abandonne non sans leur avoir donné cent francs pour prendre un taxi car « les routes ne sont pas sûres ». Après 35 minutes de marche à travers champs, elles gagnent une borne d'autoroute d'où elles appellent la police pour signaler qu'elles ont été victimes de viol.

### Enquête
Lorsque les policiers de Nîmes interrogent les étudiantes américaines, ils se rendent compte qu'elles ont une excellente mémoire : elles décrivent avec précision la 4L verte (vignettes, poignée manquante, jauge d'essence ne fonctionnant pas) dans laquelle elles ont été violées, le physique de l'individu (la trentaine qui porte un polo jaune Lacoste, une chevalière, un jean blanc et des baskets grises et noires). De plus, elles précisent qu'il y avait une pile de livres dans le coffre de la 4L et se souviennent du mot « coupabilité » ou « culpabilité » inscrit sur les livres ainsi que le visage d'un homme moustachu sur la page de couverture ; d'ailleurs lorsque l'individu a vu que les filles regardaient les livres, elles racontent qu’il s'est empressé de recouvrir la pile d'une couverture avant de les violer vers 21 h 20.
Les jeunes femmes brossent un portrait robot de l'individu. Le gendarme Alain Derbecq réquisitionne le médecin gynécologique de l’hôpital Caremau de Nîmes qui conclut : pour Mac Luney « au total, l’interrogatoire et l’examen clinique sont évocateurs d’un viol avec rapport rectal, bien qu’il n’y ait pas de lésion traumatique ni au niveau vulvaire ni au niveau anal » et pour Ackermann « d’après les dires de la patiente et d’après l’examen clinique, bien qu’il n’y ait pas eu de traumatisme, on peut penser qu’il y a eu rapport rectal de force ». Les médecins relèvent en outre sur Ackermann « la présence d’un enduit graisseux, sans doute de l’huile » ;  aucune observation de ce genre n’est faite sur Mac Luney dont ils précisent au conditionnel « cet homme aurait utilisé de l’huile de moteur ».  Dès le lendemain, les examens des prélèvements immédiatement effectués après le viol mettent en évidence : pour Mac Luney « des spermatozoïdes en assez faible proportion dont la plupart ne comportent pas de flagelles » et pour Ackermann « de très rares petits corpuscules ovoïdes sans flagelles pouvant correspondre à des têtes de spermatozoïdes ».
Par ailleurs, les policiers recherchent un livre dont le titre contient le mot « culpabilité ». Ils recensent également tous les propriétaires de 4L verte et, en août 1988, un libraire de Marseille appelle les policiers de Nîmes pour leur annoncer qu'il a trouvé un livre pouvant correspondre au livre qu'ils recherchent : ce livre écrit par une biologiste du CNRS (Gisèle Tichané, amie de la famille Tangorre) s'intitule Coupable à tout prix : l'affaire Luc Tangorre, d'ailleurs le visage d'un homme moustachu se trouve en bas de la page de couverture.
Les gendarmes s'intéressent de nouveau à Luc Tangorre, apprennent qu'il réside à Lyon où il tient un bureau de tabac de la place Carnot, le Marigny, acheté après sa libération avec l'aide de ses parents. Leur enquête détermine qu'il possède une 4L verte. Sur commission rogatoire de Christian Lernould, juge d'instruction au tribunal de grande instance de Nîmes, les gendarmes de la section des recherches interpellent Tangorre le 24 octobre 1988. Il est transféré à la gendarmerie de Lyon où il crie son innocence lorsque la police lui signifie qu'il est accusé de viols. Il raconte que le jour des viols, c'était le lundi de Pentecôte et qu'il était chez ses parents pour un dîner de famille à la suite d'un baptême : d'ailleurs, il s'en souvient très bien car c'était la première fête de famille depuis sa libération. Il dit ensuite qu'il a dormi chez ses parents et qu'il a noté sur son carnet ce qu'il a fait cette journée-là, alibi soutenu par sa famille et ses amis. Pour prouver son innocence, les parents de Luc Tangorre donnent même aux policiers des photos du baptême : à la stupéfaction des policiers, sur les photos, on voit qu’il porte le jean, le polo jaune Lacoste et les baskets noires et grises du violeur.
Les policiers font le trajet Marseille-Nîmes pour savoir si Luc Tangorre a pu avoir le temps nécessaire de violer les deux étudiantes. Calqués sur les déclarations fluctuantes des Américaines, pas moins de quatre essais de rétrospectives du trajet étalés sur trente mois seront finalement nécessaires pour, en tenant compte exclusivement de l'ultime version des Américaines, permettre aux magistrats de conclure que Luc Tangorre pouvait avoir eu le temps matériel d’effectuer ce parcours pour les violer, même si, au terme de la troisième reconstitution, les magistrats de la cour d'appel de Montpellier reconnaissaient : « des contradictions telles qu’apparues dans le récit du parcours initial décrit par les victimes ». Les cinq avocats de Luc Tangorre contesteront l’honnêteté de la quatrième reconstitution et motiveront par écrit les raisons précises pour lesquelles ils refuseront d’y participer. On relèvera enfin que le lieu du crime est un endroit où il venait jouer enfant, à 2,5 km de l'immeuble les jonquilles à Nimes son ancien lieu de résidence, ce que l’enquête menée sur Luc Tangorre dès 1981 dans le cadre de la première affaire, menée entre autres aux « Jonquilles » par le juge Derdeyn intervenant également dans le cadre de la seconde aux côtés du juge Lernould, pouvait déjà laisser présupposer[réf. nécessaire][pas clair].
Dès son arrestation Luc Tangorre sollicite auprès des gendarmes et du juge une comparaison génétique sur la base des échantillons immédiatement prélevés dans les conditions optimum. Néanmoins, le sperme à coup sûr prélevé sur Mac Luney, et les corpuscules ovoïdes pouvant peut-être correspondre à leur tête sur Ackermann, lesquels auraient dû pouvoir logiquement confondre ou disculper Luc Tangorre, sont rarissimes et altérés, pire ils sont fixés, ce qui réduit à néant toute forme d’exploitation.[pas clair]
Luc Tangorre est déféré devant le juge d'instruction et les deux Américaines doivent faire le voyage exprès des États-Unis pour l'identifier. Une fois sur place, Tangorre les insulte et ces dernières l'identifient formellement comme étant leur violeur. Cependant, il affirme que les sièges arrière de la 4L verte sur lesquels les filles auraient été violées sont inutilisables ou encore que le plein d’essence réalisé (devant témoins) 40 km avant celui par ailleurs décrit par ses accusatrices (que personne n’est inversement en mesure de confirmer après enquête) fragilise les accusations dont il se dit être la victime. Il argumente encore qu'il est incongru de rester vierge après un viol du type de celui qu'aurait subi Ackermann et enfin que Mac Luney n’est raisonnablement pas en mesure d’expliquer par quel miracle elle aurait pu, huit semaines après son agression, reproduire de mémoire le dessin de la jaquette de Coupable à tout prix qu’elle n’aurait auquel cas qu’entr’aperçu dans des conditions traumatiques, avec une précision comparable à celle d’un calque. Plus mystérieux pour lui encore : 35 minutes pour atteindre le seul passage possible pour rejoindre l'autoroute, sans fil d’Ariane, par l'itinéraire refait à partir de leurs indications très précises, le tout sur la base d'un parcours labyrinthique nocturne (obstacle divers, barbelés, enchevêtrement de végétation), c'est précisément le chemin le plus court et le plus direct : cela relèverait encore du miracle et poserait une fois de plus question aux yeux des défenseurs de Luc Tangorre.
Pourtant, il est incarcéré et écroué à la prison de Nîmes et lorsque ses partisans (qui l'avaient clairement soutenu lors de la première affaire à Marseille) apprennent son éventuelle implication dans les viols de Nîmes, une partie d’entre eux se demande s'il n'a pas pu aussi agresser et violer les dix jeunes femmes à Marseille. En outre, Pierre Vidal-Naquet, qui avait cru en son innocence lors de la première affaire, a déclaré que s'il s'avérait que Luc Tangorre était déclaré coupable, il présenterait ses excuses.
Avant son passage devant la cour d’assises, le ministère public comme les avocats de Luc Tangorre sollicitent des confrontations qu’ils n’obtiennent pas. Quant à Tangorre, il dénonce en vain une accusation fictive destinée à ruiner artificiellement les efforts précédemment menés pour aboutir à la révision de son premier procès.

### Renvoi devant la Cour d'assises
Le 21 novembre 1989, la chambre d'accusation de la Cour d'appel de Nîmes renvoie Luc Tangorre devant la cour d'assises, mais le 6 mars 1990, l'arrêt de renvoi est annulé par la Cour de cassation, qui souligne que les avocats de l'inculpé n'ont pas été convoqués, dans les délais légaux, à une confrontation prévue le 4 novembre 1988,.
Le 6 juin 1991, la chambre d'accusation de la Cour d'appel de Montpellier renvoie Luc Tangorre devant les assises du Gard pour le viol des deux étudiantes américaines et son pourvoi formé au-delà du délai légal, est rejeté le 15 octobre.

### Second procès
Le deuxième procès de Luc Tangorre s'ouvre le 3 février 1992 devant la cour d'assises du Gard à Nîmes sous la présidence de Maurice Malleval. Comme lors du premier procès d'Aix-en-Provence, il crie au scandale. À la demande des deux victimes, le procès se déroule sous huis clos partiel.
Avec ses parents, moins nombreux sont ceux qui croient encore à son innocence. À l'instar de son premier procès, il se défend corps et âme, mais les témoignages d'Ackermann et Mac Luney pèsent lourd dans la balance quand elles affirment et confirment que c'est Luc Tangorre qui les a violées. Ce dernier répète qu'il n'a pas pu violer les deux étudiantes. Les experts psychiatres déclarent, dans l'éventualité de sa culpabilité, qu'elle pourrait auquel cas s'inscrire dans le cadre d'un dédoublement de la personnalité et que le Luc Tangorre « normal » ne pourrait pas admettre l'image qu'il serait forcé de se renvoyer à lui-même en l'hypothèse.
Le verdict du second procès tombe le 8 février et Tangorre est condamné, avec des circonstances atténuantes, à dix-huit ans de réclusion criminelle. Ses parents hurlent une fois encore au scandale et à l'erreur judiciaire,.
À la suite du verdict, Pierre Vidal-Naquet présente ses excuses dans une tribune publiée dans le quotidien Le Monde et reconnaît que sans l'intervention du comité de soutien, Tangorre n'aurait pas été gracié et les viols des deux Américaines n'auraient jamais eu lieu.
Un pourvoi en cassation formé contre l'arrêt de la cour d'assises est rejeté le 30 septembre 1992.
Cette fois, Luc Tangorre ne bénéficiera pas d'une libération conditionnelle. Il n'obtiendra que deux permissions octroyées dans les quatre mois qui précéderont sa libération intervenue le 1er septembre 2000.

## Autres incriminations judiciaires
Domicilié en région lyonnaise, depuis sa sortie de prison en 2000, Luc Tangorre refait parler de lui le 12 août 2014 lorsqu'il est mis en examen au Grau-du-Roi (département du Gard), suspecté d'une agression sexuelle sur une enfant de douze ans. Affaire qui connaît des ramifications puisque deux autres plaignantes mineures se joignent à l'accusation, portant à trois le nombre d'agressions commises dans la ville gardoise. Luc Tangorre est laissé libre, avec interdiction de se rendre dans le Gard, bien que le Parquet de Nîmes ait requis son placement en détention provisoire.
En décembre 2017, Luc Tangorre est de nouveau mis en examen, cette fois pour des faits de tentative de corruption de mineure de 15 ans commis à Saint-Martin-en-Haut (département du Rhône) en juillet 2017. Sa photographie présentée parmi huit autres hommes à la victime, il est formellement reconnu par cette dernière qui voit en lui le vététiste avec équipement de professionnel l'ayant abordée par deux fois, proférant des paroles douteuses et esquissant un geste équivoque.
Placé en garde à vue cinq mois après les faits, il sera cette fois placé en détention provisoire, puis six mois plus tard sous bracelet électronique durant neuf mois avant d'être remis en liberté sous contrôle judiciaire,.
Le 12 septembre 2019, le tribunal correctionnel de Nîmes condamne Luc Tangorre à trois ans et demi de prison ferme pour des agressions sexuelles sur trois mineures entre le 1er juillet 2012 et le 10 août 2014. Les droits civils et civiques sont retirés pour une période de cinq ans au sexagénaire, déjà condamné à deux reprises pour viols ou agressions sexuelles et qui continue de se proclamer victime d'une erreur judiciaire,.
Finalement, contrairement a ce qu'avaient laissé entendre ses avocats, il ne fera pas appel de cette condamnation.
Luc Tangorre comparait devant le tribunal judiciaire de Lyon le 16 juillet 2020 pour l'affaire de Saint-Martin-en-Haut. Il est relaxé définitivement pour ces faits, le parquet de Lyon renonçant à faire appel de la décision.

### Médiagraphie
: document utilisé comme source pour la rédaction de cet article.

#### Documentaires télévisés
- [vidéo][production de télévision] « Luc Tangorre, innocent à tout prix », 4 mars 2008, Paris, 17 juin média pour France 2 (Faites entrer l'accusé)
- « Non coupable ou prédateur ? », dans Crimes, Spéciale : ils ont fait appel au Président (premier reportage), le 13 février 2017, sur NRJ 12.
- « Affaire Luc Tangorre, la force du déni », Au bout de l'enquête, la fin du crime parfait ?, France 2, 18 janvier 2025.